# Artigues-Sant Adrià
Artigues | Sant Adrià is een metrostation in Badalona, vernoemd naar de buurt Artigues. In tegenstelling tot wat de tweede helft van de naam suggereert bevindt dit station zich niet in het Barceloneese district Sant Adrià de Besòs, om verwarring te voorkomen is de naam Badalona aan de signalering toegevoegd om verwarring te voorkomen. Dit station wordt aangedaan door Lijn 2 (paarse lijn). Het is geopend in 1985 onder de naam Joan XXIII als onderdeel van Lijn 4 en werd in 2002 een station aan Lijn 2. Er zijn ingangen vanaf Carretera de Santa Coloma en vanaf Avinguda de Joan XXIII.